# Tuberkulos i Sverige
Tuberkulos i Sverige började på 1800-talet och framförallt 1900-talet behandlas på specialiserade sjukhus för att förhindra spridningen, så kallade sanatorium.

## Sjukdomens historia i Sverige
Tuberkulosdödlighetens nivå varierade kraftigt mellan länen och över tid. Under 1800-talet förändrades detta och man försökte panikartat förbättra situationen genom att skapa sanatorium för tuberkulossmittade. På 1900-talet influerades skolor av samhällsproblemet och gjorde ändringar i utbildningen för att skydda sig mot sjukdomen, exempelvis Engelbrekts folkskola.

### 1700-talet
Sjukdomen förekom kraftigt i Sverige redan på 1700-talet och var på den tiden väldigt ojämnt fördelad i landet. Under 1700-talets senare del var Syd- och Mellansverige svårast drabbade. Under 1800-talet första decennier samt 1900-talet förbättrades situationen i dessa områden. Sjukdomens andel av total dödlighet varierade även från område till område, i Norrland exempelvis ökade andelen som dog i tuberkulos i samhället. 1750-1830 var tuberkulosdödligheten högst i mälardalen och förhållandevis hög i Syd- och Mellansverige.  Norrlands var däremot inte lika hårt drabbat av sjukdomen. Detta visar att tuberkulosdödlighetens nivå varierade kraftigt mellan länen och över tid.  En orsak till detta är att tuberkulos lättast smittar under trångbodda och fattiga omständigheter med nära kontakter. Under 1700-talet var levnadsförhållandena i Sverige väldigt dåliga vilket förklarar varför en stor del av sjukdomarna och därmed tuberkulos spreds i städerna. Världen var i konstant förändring politiskt och ekonomiskt vilket visas genom exempelvis Amerikanska revolutionen och Franska revolutionen. Industrialiseringen i England under 1700- och 1800-talet innebar en urbanisering där arbetsförhållandena var hårda och arbetarnas hälsa skadades kraftigt av detta. Högst på listan av dödsorsaker stod lungsjukdomar, oftast tuberkulos. Sverige försökte hänga med i världen och en urbanisering ägde då rum även här i och med att de flesta arbeten fanns inne i städerna, till skillnad från 1600-talet då landsbygdsarbeten var en större del av den svenska arbetsindustrin.
Behandlingen för tuberkulos, även kallat lungsot under framförallt 1700-talet var föremål för livligt intresse. Frisk luft, lantvistelse, åkning, gungning, eller ridning liksom olika former av dietråd förespråkades. En behandlingsform som under 1700-talet spelade en ganska betydande roll var den så kallade fähuskuren. Den innebar att den lungsiktige skulle bosätta sig bland korna i ladugården och inandas de "nyttiga ångorna", kuren blev spridd även till Sverige och var bland annat föremål för diskussionen i Vetenskapsakademien.

### 1800-talet
Under 1800-talet var tuberkulos, även kallat bröstilska och lungröta den främsta folkdödaren. Under 1800-talet första decennier samt 1900-talet förbättrades situationen i Syd- och Mellansverige. Perioden 1821-1830 utgjorde tuberkulos ungefär 12% av alla dödsfall i landet. Mot slutet av 1800-talet sjönk även den totala dödligheten snabbare än tuberkulosdödligheten. Detta ledde till en avsevärd ökning i andel dödsfall orsakade av tuberkulos vilket gör viss statistik något missvisande. Exempelvis var 40% av alla dödsfall under perioden 1891-1900 orsakade av tuberkulos. Att vara smal med stora ögon, vilket var en symptom för tuberkulos på 1800-talet, ansågs vara attraktivt. I och med att tuberkulos blev vanligt blev detta en ny stil för 1800-talet. Kvinnor med tuberkulos blev stilbildande och även ett kvinnoideal på 1800-talet. Runt sekelskiftet 1800-1900 fick Sverige ungefär 12 000 tuberkulosfall om året och lungtuberkulos orsakade vart sjätte dödsfall i svenska städer i början av 1900-talet - hälften av dessa var i åldrarna 15-40 år. En stor orsak till att tuberkulos var så utbrett var för att det var svält och trångboddhet i Sverige vid den här tiden, vilket bekämpades med sanatorium.

#### Sanatorium

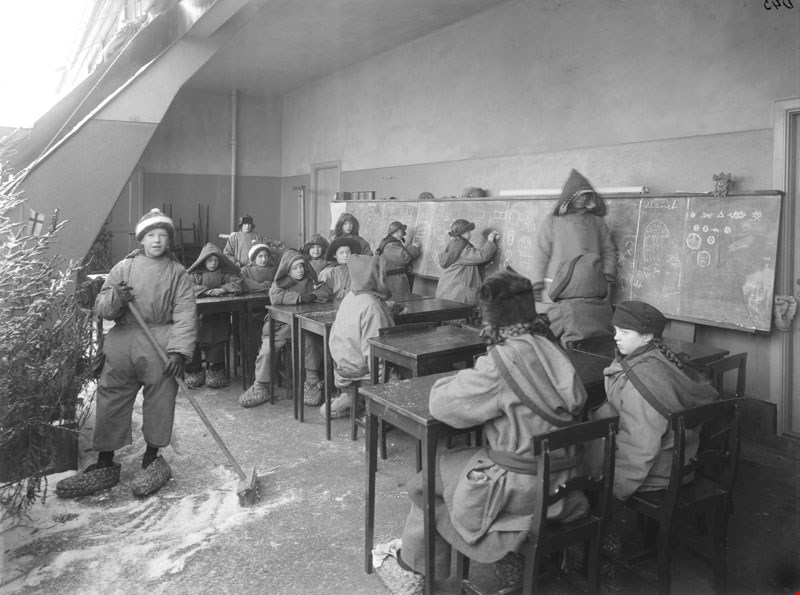
Engelbrekts folkskola 1909. Friluftsskolans undervisning för förhindrande av tuberkulossmitta.

I slutet av 1800-talet började Sverige uppföra sjukhus specialiserade och inriktade på tuberkulos, först genom privata institutioner och sedan statligt i form av sanatorium. Sanatoriebehandlingen baserades på den allt överskuggande inställningen att vistelse i natur med frisk luft skulle motverka processen i lungorna som tuberkulos orsakade. Exempel på dessa specialiserade sjukhus är Medelpads Tuberkulossjukhus i Sundsvall och Adolfsbergs sanatorium. Dessa skapades i början av 1900-talet då behovet av vård för tuberkulos var stor. Men sedan minskade behovet då antibiotika kom i bruk i mitten på 1900-talet och därför lades tuberkulosvården ned i många  sanatorium, däribland Adolfsbergs sanatorium 1953.

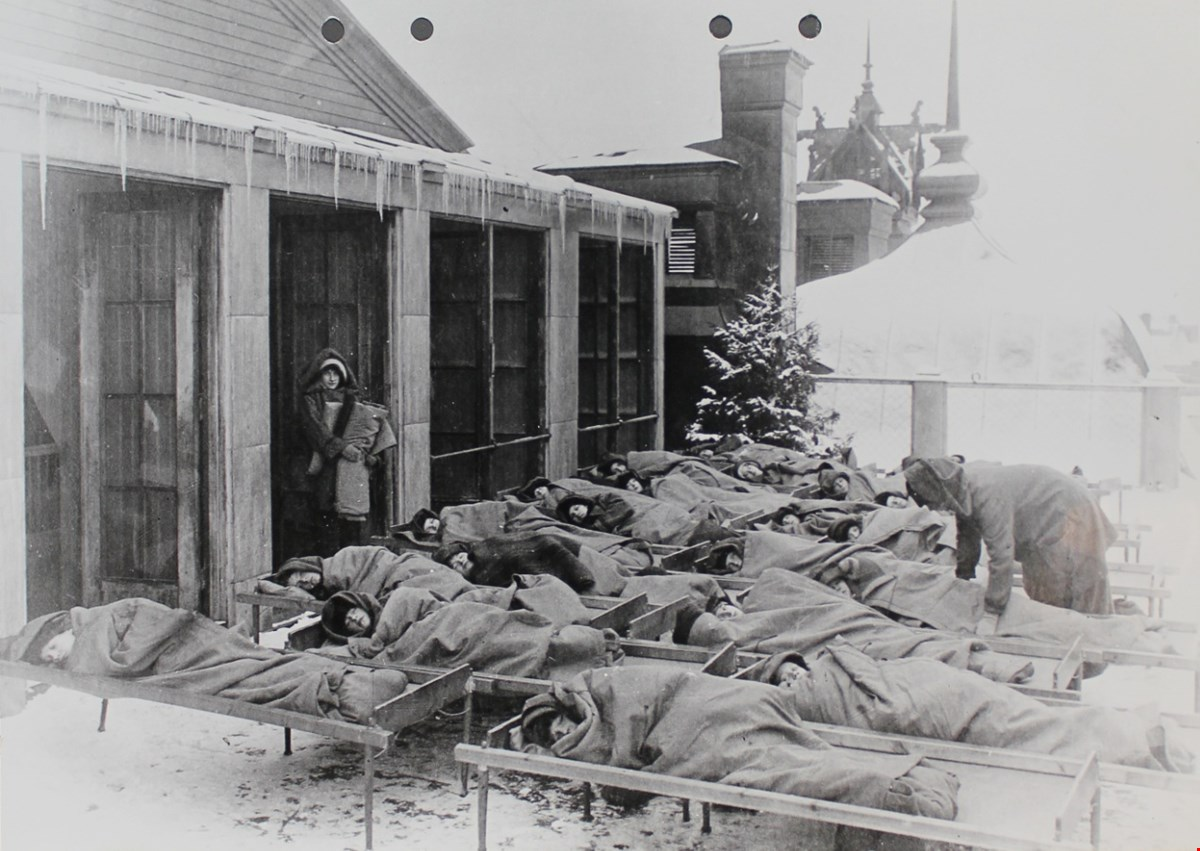
Engelbrekts folkskola 1915. Stilla timmen på takterrass för förhindrande av tuberkulossmitta.

### 1900-talet

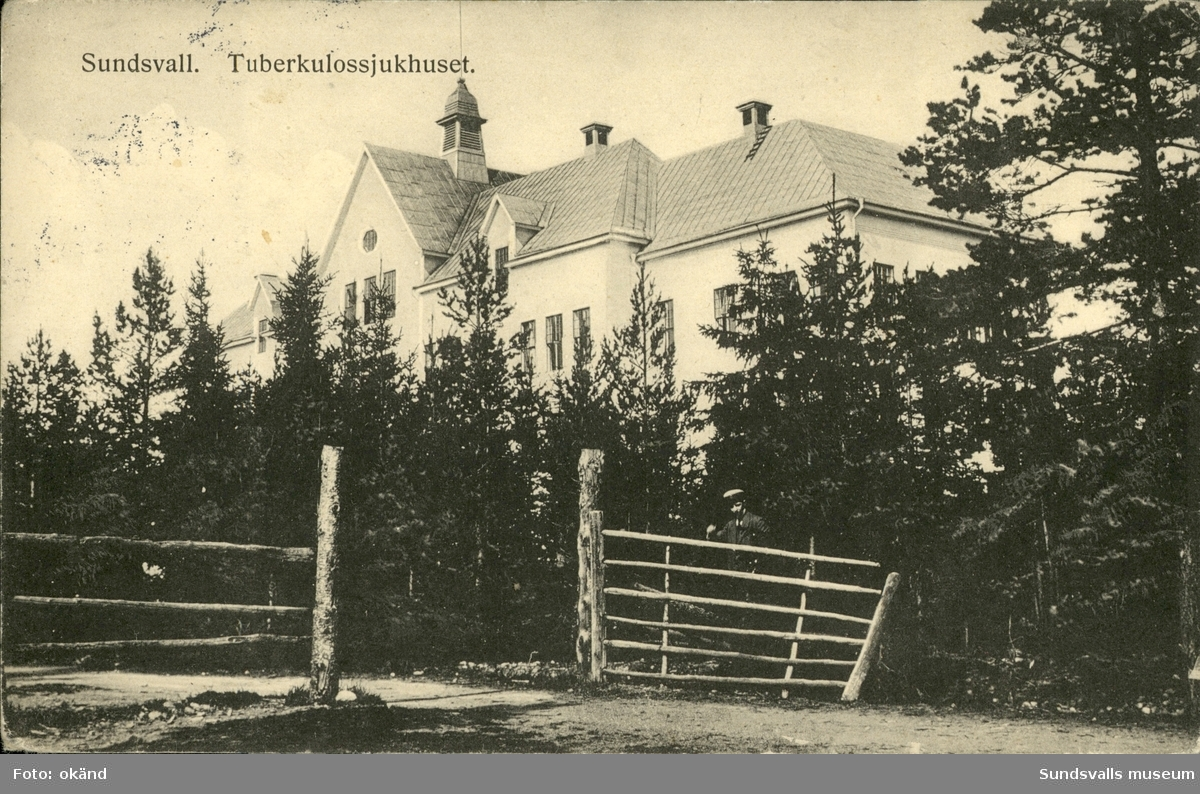
Medelpads Tuberkulossjukhus i Sundsvall.

Tuberkulos orsakade en betydande dödlighet i den arbetsföra befolkningen mot slutet av 1800-talet och början av 1900-talet. I Sverige dog i åldrarna mellan 14 och 60 år mellan 8000 och 10 000 personer varje år samtidigt som många fler blev märkta av sjukdomen. Cirka 30 000 personer insjuknade varje år med någon tuberkulös manifestation. I början av 1900-talet dog ungefär en miljon européer varje år av tuberkulos. För att motverka detta började man försöka skydda sig på andra sätt mot tuberkulos, även barnen som gick i skolan. Man införde exempelvis stilla timmen på Engelbrekts Folkskola. Stilla timmen innebar att man sov i kyla på en takterrass, vilket man trodde var härdande och skyddande mot sjukdomar som tuberkulos. Dessutom började man under början av 1900-talet att ha undervisning utomhus för att ytterligare försäkra om att barnen inte skulle smittas av sjukdomen.
Dödsfallen under 1900-talets första två decennier minskades med 50%, framförallt i de län som hade högst dödlighet innan, nämligen Mälarlandskapen. Minskningen berodde på att fler tuberkulossjukhus öppnades och sattes i verk, dessa skulle framförallt börja användas under mitten av 1900-talet. Ett exempel är Uttrans sjukhus, tidigare benämnt Stockholms läns Tuberkulossjukhus. Tuberkulosdödligheten var fortfarande väldigt stor då det 1943 registrerades över 20 000 nya fall av tuberkulos och nära 4,5 tusen svenskar dog det året i sjukdomen.
Samtidigt som läget blev bättre så ville man bota tuberkulos och forska om immunitet mot sjukdomen. Exempelvis forskade Dr L.Ström på Karolinska Institutet om immunitet mot tuberkulos med försök på marsvin 1956. Nu hade ett vaccin precis börjat komma ut i världen men man ville fortfarande forska om olika alternativ på medicin till sjukdomen. Genom medicinska upptäckter kom det successivt att så gott som utplånas i västvärlden, där en ökande välfärd bidrog till att stärka motståndskraften mot infektioner. Men trots alla vetenskapliga och medicinska framgångar kvarstod hotet i det fattiga delarna av världen.

#### Vaccin
År 1890 introducerade Robert Koch ett vaccin mot tuberkulos som han kallade tuberkulin. Det visade sig inte vara ett botemedel men det fungerade som ett screeningtest för att tidigt kunna upptäcka om en person hade tuberkulos. Albert Calmette och veterinären Camille Guérin var 1906 de första som upptäckte ett botemedel för tuberkulos. Botemedlet användes inte på en människa förrän 1921 och från 1924 vaccinerades alla småbarn i Frankrike. Däremot fick inte vaccinet sitt stora internationella genombrott förrän efter andra världskriget. Sverige var dock tidiga i frågan om vaccination mot tuberkulos. Vaccinet kallades för BGC och är enligt WHO (World Health Organisation) världens mest använda vaccin. 1993 var 85% av världens barn vaccinerade men man söker än idag efter ytterligare ett vaccin mot tuberkulos.

##### Vaccinprogrammet i Sverige
På 1940-talet i Sverige införde man ett vaccinationsprogram för att behandla tuberkulos. Den innebar att nyfödda fick en dos och sedan en påfyllnadsdos vid 14-15 år. Programmet upphörde 1986 och idag ger man endast vaccination mot tuberkulos till riskgrupper.

### 2022
Tuberkulos är 2022 en ovanlig sjukdom i Sverige. Detta är väldigt speciellt eftersom TBC är den sjukdom som skördar flest liv i världen efter hiv/́aids enligt WHO. De allra flesta som blir sjuka 2022 är unga vuxna som kommer från länder där sjukdomen är utbredd. De svenskfödda som insjuknar i TBC är vanligtvis äldre som smittades i ungdomen eller har närstående från länder där TBC är vanligt. De flesta som smittats i andra länder insjuknar inom de första fem åren i Sverige. Tuberkulos har enligt folkhälsomyndigheten minskat kraftigt under 2020 till stor del på grund av minskad invandring från länder med hög incidens. Tuberkulosantalet har minskat gradvis de senaste åren men extra uttalat under 2020, vilket kan kopplas till den minskade invandringen det året. Tuberkulos bland svenskfödda är sedan 2000-talet så ovanligt att risken finns att man inte överväger diagnosen. Antalet diagnostiserade med TBC är lågt och trenden att antalet minskar är tydlig. Detta kan dock bero på att man ofta inte överväger att symptomen är kopplade till tuberkulos.

#### Statistik
År 2019 räknade man med att omkring 500-600 personer i Sverige blev sjuka i TBC där antalet var det lägsta i världen i förhållande till folkmängden. 2020 rapporterades 335 fall av tuberkulos i Sverige motsvarande en incidens av 3,2 fall per 100 000 invånare - en minskning med 32 procent jämfört med 2019. Detta kan jämföras med minskningen i tuberkulosfall från 2018-2019, vilket bara var 3%. 2019 var antalet rapporterade fall tuberkulos i Sverige ett av de lägsta i världen med 6 fall per 100 000 invånare. År 2019 rapporterades Sydafrika ha 615 fall av tuberkulos per 100 000 invånare, vilket visar en tydlig skillnad mellan Sverige och Sydafrika sett till antalet sjuka i tuberkulos.